# دورلرزه
دورلرزه (teleseism) زمین‌لرزه‌ای به فاصلهٔ رومرکزی ۳۰ تا ۸۰ درجه از ایستگاه لرزه‌نگاری است.
به‌طور کل به زمین‌لرزه‌هایی که بیش از ۱۰۰۰ کیلومتر از ایستگاه اندازه‌گیری رخ می‌دهند دورلرزه می‌گویند.